# София Августа Гольштейн-Готторпская
София Августа Гольштейн-Готторпская (5 декабря 1630, замок Готторп, Шлезвиг-Гольштейн — 12 декабря 1680, Косвиг) — жена князя Ангальт-Цербста Иоганна VI, мать князей Карла Вильгельма и Иоганна Людвига I.

## Биография
Была старшим ребёнком Фридриха III Гольштейн-Готторпского и его жены Марии Елизаветы Саксонской. После того, как её муж умер в 1667 году, она стала регентом своего несовершеннолетнего сына Карла Вильгельма, пока он не достиг совершеннолетия в 1674 году.

## Семья и дети
16 сентября 1649 года в Готторпском дворце вышла замуж за Иоганна VI, князя Ангальт-Цербста. У них родились:
- Иоганн Фридрих (1650—1651)
- Георг (1651—1652)
- Карл Вильгельм (1652—1718), князь Ангальт-Цербста, женат на принцессе Софии Саксен-Вейсенфельской (1654—1724)
- Антон (1653—1714), женат на Августе Антонии Маршалль фон Биберштейн (1659—1736)
- Иоганн Адольф (1654—1726)
- Иоганн Людвиг I (1656—1704), князь Ангальт-Цербст-Дорнбурга, женат на Кристине Элеоноре Цейч (1666—1669)
- Иоахим Эрнст (1657—1658)
- Магдалена София (1658—1659)
- Фридрих (1660)
- Гедвига Мария Элеонора (1662)
- София Августа (1663—1694), замужем за герцогом Иоганном Эрнстом III Саксен-Веймарским (1664—1707)
- Альбрехт (1665)
- Август (1666—1667)

Потомками Софии Августы являются: Екатерина II Великая, Георг III Безумный, принц-консорт Великобритании Альберт Саксен-Кобург-Готский, немецкий композитор Иоганн Эрнст Саксен-Веймарский.